# Arnošt Quido z Harrachu
Arnošt Quido hrabě z Harrachu (německy Ernst Quido Reichsgraf von Harrach zu Rohrau und Thannhausen; 8. září 1723 Vídeň – 23. března 1783 Vídeň) byl český šlechtic z rodu Harrachů a politik.

## Životopis
Arnošt Quido se narodil 8. září 1723 ve Vídni jako Arnošt Quido hrabě z Harrachu, na Rohrau a Tannhausenu, pán hrabství Rohrau, svobodný pán na Pruggu a Pürrhensteinu, pán panství Jilemnice, Sadová a Strkov. Po smrti svého otce, Bedřicha Augusta z Harrachu, roku 1742 zdědil Harrachovské panství. To zahrnovalo celé panství Jilemnici, Rohrau, Hrádek u Nechanic a další. Byl vášnivým sběratelem soudobého umění, především pak děl římských umělců. Stal se také c. k. komořím a tajným radou.
Na svém panství zavedl pro nemajetné lékařskou péči. Bylo to nejspíše i díky známosti Arnošta Quida a lékaře Kajetána Ferdinanda Kittela, chirurga na jilemnickém panství. Během sedmileté války vydal hrabě instrukce, ve kterých obyvatelstvo rozdělil na tři třídy podle majetku. Těm pak podle potřeb nechal přidělit maso (popř. masnou polévku), přispěl jim na lékařskou péči a zařídil možnost výdělku ve svých lesích.
Roku 1764 odkoupil od Jana Josefa Müllera za 3 435 zlatých sklárnu na Novém Světě. Jana Josefa Müllera však dále ponechal jako huťmistra. Na svém panství také hojně podporoval tkalcovství a plátenictví.
Během jeho vlády vzniká díky správci jilemnického panství Janu Antonínu Grauparovi Grauparova mapa harrachovského panství.
Hrabě Arnošt Quido z Harrachu zemřel 23. března 1783 ve Vídni. Správu panství po něm převzal jeho syn Jan Nepomuk Arnošt z Harrachu.

## Rodina
20. května 1754 se Arnošt Quido z Harrachu ve Vídni oženil s Marií Josefou z Ditrichštejna (2. 11. 1736 Vídeň – 21. 12. 1799 Vídeň), dcerou Karla Maxmiliána z Ditrichštejna (1702–1784). S ní měl devět dětí, z nichž šest se dožilo dospělosti.
- 1. Marie Josefa (24. dubna 1755 – 9. února 1783)
  - ⚭ (1776) František Josef Wilczek (21. srpna 1748 – 27. září 1834)
- 2. Jan Nepomuk Arnošt (17. května 1756 Vídeň – 11. dubna 1829 Vídeň)
  - ⚭ (1781) Marie Josefa z Lichtenštejna (4. prosince 1763 Vídeň – 23. září 1833 Vídeň), dcera Karla Josef z Lichtenštejna
- 3. Arnošt Kryštof Josef (29. května 1757 Vídeň – 14. prosince 1838 Vídeň)
  - ⚭ (1794) Marie Tereza Kristýna Ditrichštejnová z Pruskau (24. července 1771 Vídeň – 21. ledna 1852 Vídeň)
- 4. Marie Anna (1758–1763)
- 5. Karel Boromejský (1761–1829), komtur Řádu německých rytířů
- 6. Ferdinand Josef (17. března 1763 Vídeň – 4. prosince 1841 Drážďany)
  - ⚭ (1795) Jana Kristina Rajská z Dubnice (14. května 1767 Struppen – 8. června 1830 Drážďany)
  - ⚭ (1833) Marie Anna Sauermanová (15. prosince 1800 – 23. srpna 1879)
- 7. Marie Terezie (1764–1831)
- 8. Eva Marie (*/† 1765)
- 9. Marie Antonie (*/† 1775)